# Storjungfruns kapell
Storjungfruns kapell ligger på ön Storjungfrun utanför Vallvik. Kapellet uppfördes sannolikt under 1600-talet av Gävlefiskarna. Möjligtvis fanns tidigare ett kapell från 1500-talet på samma plats. Kapellet ligger på södra sidan av den nordöstra udden.

## Kyrkobyggnaden
Kapellet har sju bänkar på vardera sidan om mittgången. Det rymmer 70–80 personer och är invändigt vitmålat.
1690 övertog kapellet bl.a. predikstol och kollekthåv från Söderhamn. Ett krucifix, skänkt 1790 av kyrkoherde J. N. Nordberg, återfinnes i korfönstret. En duk, troligen skänkt av fyrmästarefrun Mina Åhlén 1892, pryder altaret och ovanför altaret hänger ett segelfartyg, en gåva av lantmätare Hamrén 1934.
Kyrkklockan invigdes 1785 och skänktes av hamnlaget.